# Floris IV. Holandský
Floris IV. Holandský (nizozemsky Floris IV van Holland; 24. června 1210, Haag - 19. července 1234, Corbieu) byl holandský hrabě v letech 1222 až 1234. Za jeho vlády se roku 1229 objevil první dokument psaný nizozemsky.

## Život
Byl prvorozeným synem brabantského vévody Viléma I. a Adély, dcery geldernského hraběte Oty I. Roku 1214 jej otec zasnoubil s čerstvě ovdovělou Matyldou, dcerou brabantského vévody Jindřicha I. Svatba se konala až 6. prosince 1224 v Antverpách. Roku 1230 manželé společně založili klášter Loosduinen, první cisterciácký klášter na území Holandska.
Roku 1234 se společně s tchánem zúčastnil křížové výpravy a květnové bitvy u Altenesche. O měsíc později Floris zemřel při turnajovém klání rukou Filipa Hurepela a byl pohřben v rodovém pohřebišti v klášteře Rijnsburg